# Isabella Fyvie Mayo
Pour les articles homonymes, voir Mayo.
Isabella Fyvie Mayo, nom de plume Edward Garrett, née le 10 décembre 1843 et morte le 13 mai 1914, est une poétesse, romancière, suffragette et réformatrice écossaise. Elle passe la majeure partie de sa vie à Aberdeen, où elle est la première femme élue à un conseil d'administration public.  

## Jeunesse et éducation
Isabella Fyvie naît le 10 décembre 1843 à Londres dans une famille écossaise de la classe moyenne. Elle est l'une des trois enfants survivantes d'une fratrie de huit. Ses parents sont George Fyvie, un maître-boulanger prospère, et Margaret Thomson. Lorsque son père fait faillite et qu'il meurt en 1861, il laisse derrière lui une dette de £ 800. Âgée de dix-sept ans, Isabella  commence à travailler pour rembourser les dettes familiales. Elle copie des documents juridiques ou travaille comme assistante pour une écrivaine, Miss Y . Au « Bureau pour l'emploi des femmes » de Langham Place, elle fait la connaissance de divers mécènes littéraires, dont la romancière et poétesse écossaise Isa Craig et la romancière irlandaise Anna Maria Hall. En 1868, avec les revenus de la publication de Occupations of a Retired Life, elle finit de payer ses dettes.    

## Carrière littéraire et militantisme
En 1870, elle épouse John Ryall Mayo, un avocat londonien qui, en 1854, devient le premier maire de Yeovil. Ils ont un fils, George Ryall Mayo. Son époux, de santé fragile, décède en 1877. L'année suivante, elle quitte Londres, qui lui est devenu insupportable, et s'installe à Aberdeen, en Écosse.   
Elle prend des pensionnaires dans sa maison et George Ferdinands, un médecin originaire de Ceylan qui officie à Aberdeen et qu'elle considère comme son fils adoptif, vit chez elle jusqu'à sa mort.   
En 1887, elle découvre Tolstoï et se dédie à des causes comme l'antimilitarisme, l'antiracisme ou l'anti-impérialisme. Elle traduira une partie de son œuvre à la fin de sa vie.  
Elle écrit pour de nombreux journaux. Elle est surtout connue sous son nom de plume, Edward Garrett, dans le Sunday Magazine, Good Words, The Quiver, Sunday at Home, Girls 'Own Paper ou encore Pa Mall Gazette.
Isabella Fyvie Mayo milite pour le droit de vote des femmes. Elle est membre de l'Union sociale et politique des femmes, une association militant pour le suffrage féminin. Elle préside certaines réunions dans sa ville lorsque Emmeline Pankhurst, Helen Fraser et Teresa Billington-Greig y créent une section. En 1893, elle donne des conférences contre le racisme à Édimbourg, Glasgow ou Huntly, accompagnée par Ida B. Wells. Elle fonde avec cette dernière et Catherine Impey l'Association écossaise pour la reconnaissance de la fraternité des hommes, une association qui se bat contre le lynchage des Afro-américains, dont elle deviendra la première présidente. En 1894, elle est élue au conseil d'administration scolaire d'Aberdeen ; elle est la première femme nommée à ce poste. En 1911, elle devient la présidente de l'Association écossaise pour la prévention de la vivisection. 
Elle meurt le 13 mai 1914, d'un cancer. 

## Œuvres

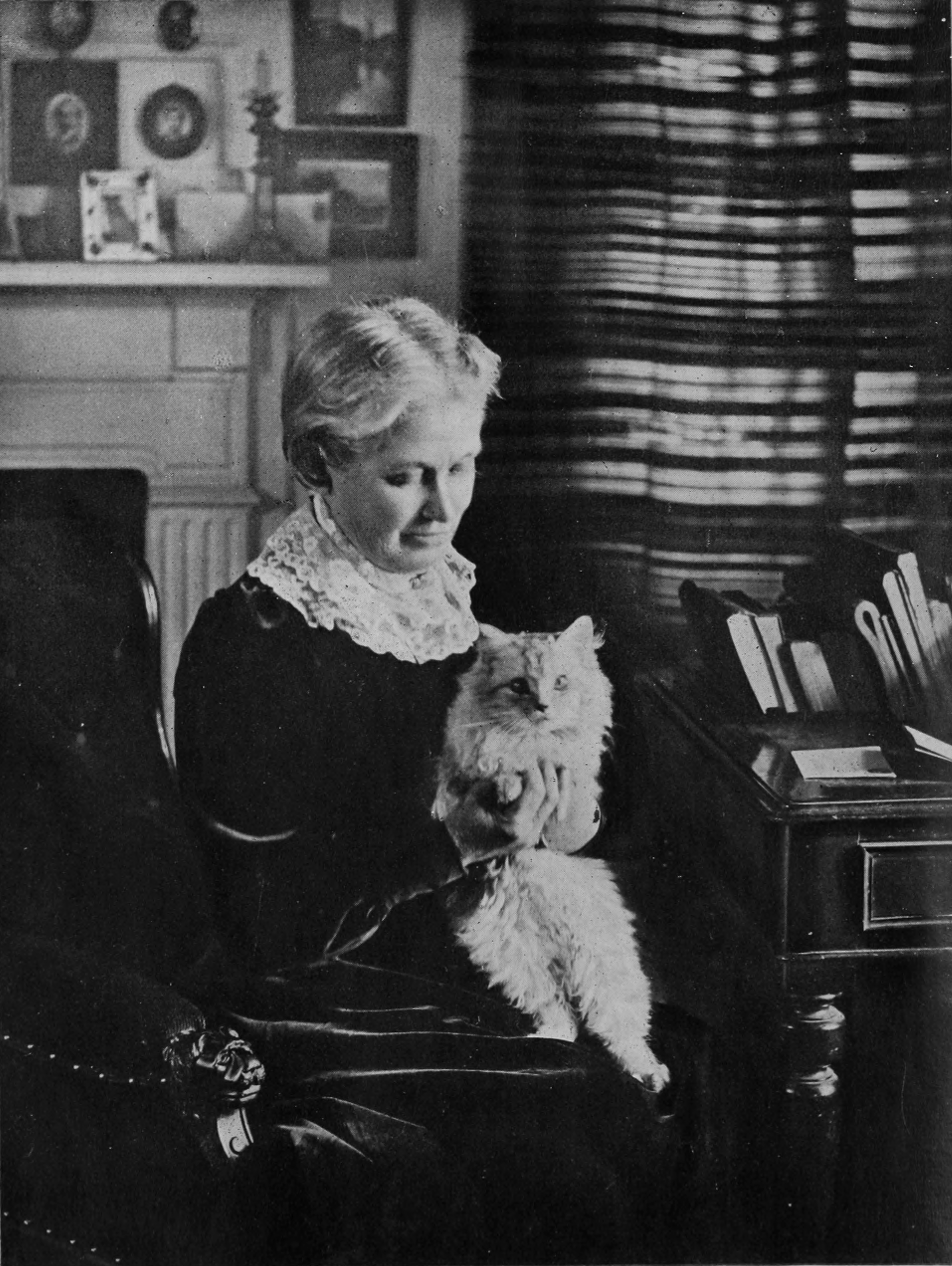
Isabella Fyvie Mayo en 1910.

Durant sa carrière, Isabella Mayo publie plus de 30 livres, des poèmes, des essais dont : 
- Occupations of a Retired Life (1868)[7]
- The Crust of the Cake (1869)
- Seen and Heard (1871)
- Premiums paid to Experience (1872)
- Crooked Places (1873)
- By Still Waters (1874)
- Doing and Dreaming (1876)
- Not by Bread Alone (1890)
- Her Day of Service (1892)
- A Black Diamond (1893)
- Rab Bethuene's Double (1894)
- A Daughter of the Klephts (1897)
- A Nine Days Wonder (1898)
- Other People's Stairs (1898)
- Crystal Joyce (1899)
- Recollections of Fifty Years, autobiographie (1910)